# Reprodukt
Reprodukt ist ein Comicverlag mit Sitz in Berlin-Wedding, der 1991 von Dirk Rehm gegründet wurde. Der Verlagsname beruht auf dem Gedanken der gedruckten Comic-Seite als Reproduktion der Zeichnung. Verlegt werden überwiegend Werke US-amerikanischer, kanadischer, deutscher und französischer Künstler. Autobiographische Bezüge in den Arbeiten der veröffentlichten Autoren machen, laut Selbstauskunft von Reprodukt, die gemeinsame Basis des Verlagskonzepts aus. Reprodukt versteht sich selbst als Autorenverlag; der überwiegende Anteil der verlegten Künstler kommt zudem aus dem Bereich der alternativen Comicszene.
Reprodukt besteht aus einem Netzwerk von freien Redakteuren und Herausgebern, die einzelne Buchtitel über den Erwerb von Lizenzrechten, Übersetzung und Herstellung weitestgehend selbständig betreuen. Der Verlag gibt im Jahr ca. 35 Titel heraus.

## Geschichte
In Zusammenarbeit mit dem Schweizer Verlag Edition Moderne veröffentlichte Reprodukt bis 1993 ausschließlich Alben der amerikanischen Underground-Reihe Love & Rockets der Brüder Gilbert und Jaime Hernandez. Später folgten Veröffentlichungen von weiteren Künstlern der alternativen nordamerikanischen Comicszene wie Charles Burns, Daniel Clowes, Craig Thompson oder Adrian Tomine.
Zu einem weiteren Schwerpunkt seit Mitte der 1990er-Jahre wurden deutschsprachige Übersetzungen von Zeichnern und Autoren des französischen Autorenverlags L’Association wie David B., Patrice Killoffer, Jean-Christophe Menu und Lewis Trondheim. Seit 2004 wurde das Verlagsprogramm um Alben frankobelgischer Künstler erweitert, die sowohl in der Independent-Szene als auch im Mainstream beheimatet sind (zum Beispiel Philippe Dupuy, Charles Berberian, Manu Larcenet und Christophe Blain). Ein Beispiel ist die satirische Fantasy-Reihe Donjon von Joann Sfar und Lewis Trondheim.
Zusätzliche Gewichtung im Selbstverständnis des Verlags nahmen seit 1994 die Zusammenarbeit und die Förderung von Zeichnern und Nachwuchskünstlern aus dem deutschsprachigen Raum ein. Mit Arbeiten von Andreas Michalke, Minou Zaribaf und Markuss Golschinski erschienen erstmals Comics deutscher Autoren. Besonderes Augenmerk gilt bis heute Zeichnern und Autoren aus der Berliner und Hamburger Szene (unter anderem Arne Bellstorf, Anke Feuchtenberger, CX Huth, Sascha Hommer, Mawil, Andreas Michalke, Martin tom Dieck, Lukas Jüliger, Line Hoven, Barbara Yelin und Aisha Franz).
Seit März 2013 veröffentlicht Reprodukt auch Comics, die sich speziell an Kinder richten. Das Kinderprogramm setzt sich teils aus Übersetzungen aus dem englischen und französischen Raum, teils aus vom Verlag eigens betreuten und hergestellten Projekten von deutschen Autoren zusammen.

## Preise und Auszeichnungen
2016 erhielt der Verlag den Buchlust-Publikumspreis. 2017 erhielten die Veröffentlichungen Geisel von Guy Delise, Im Schatten des Krieges von Sarah Glidden, Olympia von Bastien Vivès, Florence Ruppert & Jérome Mulot sowie Esthers Tagebücher – Mein Leben als Zehnjährige von Riad Sattouf den Rudolph-Dirks-Award 2017, letzterer 2018 auch den Max-und-Moritz-Preis als Bester Internationaler Comic. 2020 erhielt Moki in der Kategorie Spotlights für Sumpfland den Ginco-Award. Die Veröffentlichungen Unfollow von Lukas Jünger (SFi / Alternative Geschichte), Daidalos von Charles Burns (Mystery / Mythologie), Wir waren Charlie von Luz (Gesellschaftsdrama / Slice of Life), Tante NonNon von Shigeru Mizuki (Historisches Drama), West, West Texas von Tillie Walden (Experimentell / Alternativ) und Hexen hexen von Pénélope Bagieu, nach Roald Dahl (Literaturadaption) erhielten den Rudolph-Dirks-Award 2020. „Roaming“ von Jillian und Mariko Tamaki gewann 2024 den Eisner Award in drei Kategorien (Beste Graphic Novel, Mariko Tamaki: Beste Autorin, Jillian Tamaki: Beste Zeichnerin). Als erste Graphic Novel überhaupt wurde "Die Frau als Mensch" von Ulli Lust mit dem Deutschen Sachbuchpreis 2025 ausgezeichnet.
2018 erhielt der Verlag einen der beiden Förderpreise zum Berliner Verlagspreis sowie 2019, 2020, 2022 und 2023 einen Deutschen Verlagspreis. Dirk Rehm wurde 2020 der K.-H. Zillmer-Verlegerpreis zuerkannt.

## Wichtige Publikationen
- Bellstorf, Arne: Acht, Neun, Zehn
- Bellstorf, Arne: Baby’s in Black
- Boutavant, Marc: Mouk
- Clowes, Daniel: Ghost World
- Clowes, Daniel: David Boring
- Crumb, Robert: Kafka
- Crumb, Robert: Nausea
- Crumb, Robert: Fritz the Cat
- Delisle, Guy: Aufzeichnungen aus Jerusalem
- Delisle, Guy: Pjöngjang
- Delise, Guy: Geisel
- Evens, Brecht: Amateure
- Ferri, Jean-Yves und Larcenet, Manu: Die Rückkehr aufs Land 1–3
- Franz, Aisha: Alien
- Franz, Aisha: Brigitte
- Jansson, Tove: Mumins
- Larcenet, Manu: Blast
- Larcenet, Manu: Der alltägliche Kampf
- Larcenet, Manu: Brodecks Bericht
- Lust, Ulli: Die Frau als Mensch
- Mahler, Nicolas: Kunsttheorie vs. Frau Goldgruber
- Mathieu, Marc-Antoine: Gott Höchstselbst
- Mawil: Die Band
- Mawil: Action Sorgenkind
- Pearson, Luke: Hilda
- Pedrosa, Cyril: Portugal
- Roca, Paco: Kopf in den Wolken
- Sattouf, Riad: Esthers Tagebücher 1–4
- Sfar, Joann und Trondheim, Lewis: Donjon
- Tägert, Philip alias Fil: Didi & Stulle
- Tamaki, Jillian und Tamaki, Mariko: Ein Sommer am See
- Tamaki, Jillian und Tamaki, Mariko: Roaming
- Thompson, Craig: Blankets
- Thompson, Craig: Habibi[9]
- Tomine, Adrian: Halbe Wahrheiten
- Tomine, Adrian: Sommerblond
- Tsuge, Yoshiharu: Rote Blüten
- Vivès, Bastien: Geschmack von Chlor
- Vivès, Bastien, Ruppert, Florence und Mulot, Jérome: Die Große Odaliske
- Vivès, Bastien, Ruppert, Florence und Mulot, Jérome: Olympia
- Ware, Chris: Jimmy Corrigan
- Yelin, Barbara und Meter, Peer: Gift
- Yelin, Barbara: Irmina
- Yelin, Barbara und von Steinaecker, Thomas: Der Sommer ihres Lebens